# Берзан, Александр Яковлевич
Берза́н Алекса́ндр Я́ковлевич (род. 1 августа 1957, с. Дороцкое, Дубоссарский район, Молдавская ССР, СССР) — российский военачальник, начальник Службы безопасности полётов авиации ВС РФ с октября 2014 по 2016 год, генерал-майор, заслуженный военный лётчик Российской Федерации.

## Биография
Александр Яковлевич Берзан родился 1 августа 1957 года в селе Дороцкое, Дубоссарского района, Молдавской ССР.
В 1978 году окончил Армавирское высшее военное авиационное Краснознаменное училище летчиков ПВО, затем, в 1994 году командный факультет Военно-воздушной академии им. Ю. А. Гагарина.
После окончания училища проходил службу в Прибалтийском военном округе, Группе советских войск в Германии и Закавказском военном округе в должностях от лётчика до заместителя командира авиационного истребительного полка по лётной подготовке.
С 1994 по 2000 год служил в Северокавказском военном округе на должностях заместителя командира авиационного истребительного полка, командира авиационного истребительного полка, командира авиационной базы Группы Российских войск в Закавказье.
С мая 2000 года проходит службу в Службе безопасности полётов авиации Вооружённых сил РФ.
В 2004 году окончил факультет переподготовки и повышения квалификации Военной академии Генерального штаба Вооружённых Сил Российской Федерации.
С марта 2005 по июнь 2013 года — начальник инспекции (надзора безопасности полётов и профилактики аварийности) Службы безопасности полётов авиации Вооружённых сил РФ, с июня 2013 по октябрь 2014 года — заместитель начальника Службы безопасности полётов авиации Вооружённых сил РФ.
В октябре 2014 года назначен на должность начальника Службы безопасности полётов авиации Вооружённых сил РФ.
В 2015 — 2016 годах, во главе инспекции надзора безопасности полётов неоднократно вылетал в Сирию, в состав авиационной группировки ВКС России.
В июле 2015 года, во время учебного полёта с авиабазы Кущёвская, вынужден был катапультироваться из неисправного истребителя МиГ-29. Самолёт упал в восьми километрах от авиабазы, вблизи хутора Нардегин. Жертв и разрушений нет.
В 2016 году Берзан был отстранён от должности. Временно исполняющим обязанности начальника службы назначен генерал-лейтенант С. Д. Байнетов.
Является членом редакционной коллегии военно-теоретического журнала «Военная мысль».

## Награды
Медали:
- Медаль ордена «За заслуги перед Отечеством» II степени с мечами;
- Юбилейная медаль «50 лет Победы в Великой Отечественной войне 1941—1945 гг.»;
- Медаль «70 лет Вооружённых Сил СССР»;
- Медаль «200 лет МВД России»;
- Медаль «За укрепление боевого содружества»;
- Медаль «200 лет Министерству обороны»;
- Медаль «За службу в Военно-воздушных силах»;
- Медаль «100 лет военно-воздушным силам»;
- Медаль «Участнику военной операции в Сирии»;
- Медаль «За отличие в военной службе» I, II и III степени.

Ценные подарки:
- Ценный подарок Министра обороны (5 февраля 2014 года)[5].

Почётные звания:
- Почётное звание «Заслуженный военный лётчик Российской Федерации»;
- Классная квалификация «Военный лётчик-снайпер».